# Dr. E. ter Meer & Cie
Das Chemieunternehmen Dr. E. ter Meer & Cie. in Uerdingen am Rhein war eine auf Textilfarben spezialisierte Teerfarbenfabrik. Das 1877 von Edmund ter Meer gegründete Unternehmen war ab 1925 Teil der IG Farbenindustrie AG und wurde nach dem Zweiten Weltkrieg in die Farbenfabriken Bayer eingegliedert.
Edmund ter Meer stammte aus einer alteingesessenen Krefelder Familie, die sich bis in das 16. Jahrhundert zurückverfolgen lässt. Die Vorfahren kamen Mitte des 17. Jahrhunderts als mennonitische Glaubensflüchtlinge ins liberale Krefeld, wo sie als Leinen- und Wollbandweber arbeiteten. Nach der Aufhebung des preußischen Seiden-Monopols für das Unternehmen von der Leyen (1792 nach der Besatzung durch die Franzosen gewährt) etablierten sie sich als Seidenfabrikanten. Daher waren auch Textilfabrikanten seine ersten Kunden. Als noch nicht ganz 25-Jähriger erwarb ter Meer mit einem Startkapital von rund 30.000 Mark ein Grundstück nördlich der Stadt Uerdingen am Rhein, um eine Teerfarbenproduktion aufzubauen. Das Geld stammte von seinem Vater Hermann Eduard ter Meer. Seinen 1877 gegründete Betrieb nannte er Dr. E. ter Meer & Cie. Der junge Unternehmer begann mit einem Arbeiter und einem Laborjungen die Produktion von damals neuartigen, künstlichen Azofarbstoffen zum Färben von Textilien. Ter Meer erfand und erprobte neue Verfahren (Ter-Meer-Reaktion), die der Seidenindustrie nutzten.
Von 1882 bis 1887 war Heinrich Tillmanns, ein Onkel mütterlicherseits, stiller Teilhaber des nun als Tillmanns, E. ter Meer & Co. firmierende Anilinfarbenwerks. In den folgenden Jahren schritt die Expansion mit schnellem Tempo voran: 1892 wurde die Produktpalette um die Öle Dimethyl- und Diäthylanilin erweitert. 1887 ging er ein Bündnis mit dem Kölner Zulieferer J. W. Weiler & Cie. ein. Dieses Unternehmen produzierte Anilin, das für die Herstellung von Farben, Harzen und Arzneimitteln benötigt wurde. 1896 fusionierte er schließlich mit dem mittlerweile in eine Aktiengesellschaft umgewandelten Unternehmen Chemische Fabriken, vorm. J. W. Weiler & Cie. Seitdem hieß die Firma Chemische Fabriken, vormals Weiler-ter Meer, deren Leitung nach dem Tod von Julius Weiler im Jahr 1904 ter Meer alleine übernahm. Das Unternehmen erweiterte seine Produktpalette um anorganische Schwerchemikalien und gründete Tochtergesellschaften in Frankreich und den Vereinigten Staaten und wuchs so schnell zu einem der führenden Chemie-Werke in Deutschland. Bis zum Ersten Weltkrieg stieg die Zahl der Mitarbeiter auf rund 1600.
1916 erfolgte der Zusammenschluss der sieben führenden deutschen Unternehmen der Farbstoffindustrie – des Dreibunds (Agfa, BASF und Bayer), des Dreierverbands (Hoechst, Cassella, Kalle) und der Chemischen Fabriken vormals Weiler-ter Meer – in der Interessengemeinschaft der deutschen Teerfarbenfabriken, dem vermutlich ersten deutschen Trust. 1917 kam noch Griesheim-Elektron dazu. So entstand das größte Syndikat Europas und quasi der größte Chemiekonzern der Welt. Zwar übertrafen ihn einige US-amerikanische Trusts, jedoch beschäftigten sich diese meist nur mit einem Produkt (z. B. Standard Oil), während die I.G. viele Tausende herstellte.
Die Chemiefabrik Weiler ter Meer im Verbund der Interessengemeinschaft der Farbenfabriken (I.G. Farben) übernahm 1918 die auf Chrom spezialisierte Chemiefabrik  R. Wedekind & Co. in Uerdingen vollständig. Ab 1925 gehörte das Unternehmen auf Bestreben ter Meers der IG Farbenindustrie AG an, in dessen Vorstand er seinen Sohn Fritz ter Meer entsandte. Etwa 1.300 Mitarbeiter waren zu dieser Zeit am Standort Uerdingen beschäftigt. Sie erlebten einen ständigen Ausbau des Produktportfolios: Eisenoxid- und Chromoxidpigmente, Konservierungsmittel, Riechstoff-Vorprodukte, Lederdeckfarben, Holzschutzsalze und Klebstoffe.
Neben den Teerfarben waren die gelben oder schwarzen Eisenoxidpigmente von Anfang an ein innovatives Hauptprodukt. 1925 fand Julius Laux den Laux-Prozess, ein Verfahren, um aus einem unbrauchbaren Nebenprodukt der Anilinherstellung ein technisch verwertbares, später sogar sehr gefragtes Produkt zu machen. Schon 1914 hatte man – damals allerdings erfolglos – versucht, aus Eisenoxidschlämmen etwas Brauchbares, und vor allem etwas Verkäufliches zu machen.
In der Zeit vor und während des Zweiten Weltkriegs brach das Exportgeschäft weg. Unter dem NS-Regime wurde die Produktion sukzessive auf Kriegsproduktion umgestellt. Die Luftangriffe im Zweiten Weltkrieg zerstörten die Betriebe größtenteils. Viele Arbeiter wurden zur Wehrmacht einberufen und Zwangsarbeiter übernahmen ihre Arbeit. Das Werk Uerdingen wurde – wie der gesamte Besitz der IG-Farben – nach Kriegsende von den Alliierten beschlagnahmt. Nach dem Krieg wurde das IG-Farben-Werk Uerdingen 1951 in die Farbenfabrik Bayer AG integriert.